# Đến Biển Đen
Đến Biển Đen (tiếng Nga: К Чёрному морю) là một bộ phim hài hước - lãng mạn của đạo diễn Andrey Tutyshkin, ra mắt lần đầu năm 1958.

## Diễn viên
- Izolda Izvitskaya... Irina Kruchinina
- Anatoly Kuznetsov... Nikolai Kukushkin
- Yevgeny Samoylov... Konstantin Khokhlov

## Ê-kíp
- Thiết kế sản xuất: Pyotr Kiselyov, Yevgeny Serganov
- Âm thanh: Konstantin Gordon